# Паколет (Південна Кароліна)
Паколет (англ. Pacolet) — місто (англ. town) в США, в окрузі Спартанберг штату Південна Кароліна. Населення — 2274 особи (2020).

## Географія
Паколет розташований за координатами 34°54′18″ пн. ш. 81°45′50″ зх. д. / 34.90500° пн. ш. 81.76389° зх. д. (34.905046, -81.763807).  За даними Бюро перепису населення США в 2010 році місто мало площу 9,15 км², з яких 9,09 км² — суходіл та 0,06 км² — водойми.

## Демографія
Згідно з переписом 2010 року, у місті мешкало 2235 осіб у 962 домогосподарствах у складі 625 родин. Густота населення становила 244 особи/км².  Було 1134 помешкання (124/км²).
Расовий склад населення:
| - 75,7 % — білих - 21,7 % — чорних або афроамериканців - 1,2 % — азіатів - 0,2 % — корінних американців - 0,1 % — вихідців з тихоокеанських островів |

До двох чи більше рас належало 1,0 %. Частка іспаномовних становила 1,1 % від усіх жителів.
За віковим діапазоном населення розподілялося таким чином: 20,9 % — особи молодші 18 років, 57,4 % — особи у віці 18—64 років, 21,7 % — особи у віці 65 років та старші. Медіана віку мешканця становила 43,9 року. На 100 осіб жіночої статі у місті припадало 88,1 чоловіків;  на 100 жінок у віці від 18 років та старших — 85,2 чоловіків також старших 18 років.
Середній дохід на одне домашнє господарство  становив 39 693 долари США (медіана — 30 700), а середній дохід на одну сім'ю — 45 859 доларів (медіана — 36 250). Медіана доходів становила 36 981 долар для чоловіків та 30 114 долари для жінок. За межею бідності перебувало 28,0 % осіб, у тому числі 47,0 % дітей у віці до 18 років та 13,2 % осіб у віці 65 років та старших.
Цивільне працевлаштоване населення становило 831 особа. Основні галузі зайнятості: виробництво — 21,2 %, освіта, охорона здоров'я та соціальна допомога — 17,0 %, науковці, спеціалісти, менеджери — 14,3 %.